# Оуэнс, Кэндис
Кэндис Эмбер Оуэнс (англ. Candace Amber Owens, род. 29 апреля 1989 года) — американская политическая активистка и консервативная публицистка. Получила известность благодаря публичной поддержке политики президента Дональда Трампа и критике Демократической партии и общественного движения Black Lives Matter. Её взгляды часто определяют как ультраправые и конспирологические.

## Ранняя биография
Кэндис Оуэнс родилась 29 апреля 1989 года в городеУайт-Плейнс  штата Нью-Йорк. Училась в престижной Стэмфордской средней школе (англ. Stamford High School).
В 2007 году старшеклассница Кэндис получила телефонные звонки с расистскими оскорблениями от компании подростков, куда входил 14-летний сын тогдашнего мэра Стамфорда Дэннела Мэллоя. Семья Оуэнс подала в суд и получила компенсацию в 37 500 долларов.
Оуэнс получила степень бакалавра в области журналистики в Род-Айлендском университете, после чего работала в женском журнале Vogue. В 2012 году она устроилась административной помощницей в частную инвестиционную компанию.

## Личная жизнь
В начале 2019 года Оуэнс обручилась с Джорджем Фармером, с которым была знакома три недели. 31 августа 2019 года пара поженилась. 13 января 2021 года у супругов родился сын.

## Политическая активность

### Либеральный этап
Политикой Оуэнс заинтересовалась в 2015 году, будучи руководителем маркетингового агентства Degree180. В то время у неё были ещё леволиберальные взгляды. Она стала вести блог антиконсервативной направленности, в котором критиковала и «троллила» республиканцев и сторонников Трампа. Причём Кэндис не стеснялась использовать юмор ниже пояса — так она шутила про размер пениса Дональда Трампа.
В одной из публикаций 2015 года Кэндис, критикуя консервативных республиканцев, назвала их активность «безумными выходками республиканского чаепития» и выразила надежду, что они скоро «вымрут» и тогда можно будет приступить к «действительным социальным изменениям».
В 2016 году, во время продолжавшихся скандальных событий Геймергейта Оуэнс предложила создать сайт SocialAutopsy.com для борьбы с интернет-травлей. На данном сайте предполагалось размещать личные данные интернет-хулиганов, вовлеченных в Геймергейт. Однако инициатива Оуэнс вызвала резко отрицательную реакцию и спровоцировала волну нападок на неё. Причём в нападках особо усердствовали её либеральные единомышленники, тогда как консервативные публицисты Майло Яннопулос и Майк Чернович выразили ей сочувствие и поддержку. После этого Кэндис порвала с либералами и перешла в лагерь консерваторов.

### Консервативный активизм
В 2017 году Кэндис Оуэнс стала известна в консервативных кругах своими выступлениями в защиту политики Дональда Трампа и критикой риторики либералов в области расовых отношений и общественного неравенства. Она начала выкладывать на YouTube видео на политическую тематику. Оуэнс запустила сайт Red Pill Black с целью агитации консервативных ценностей среди афроамериканского населения США.
21 ноября 2017 года Кэндис Оуэнс была назначена на пост директора по связям с общественностью крупной консервативной некоммерческой организации Turning Point USA. Назначение произошло после того, как в ходе скандала сотрудники Turning Point были обвинены в расизме. В мае 2019 года Оуэнс покинула свой пост.
Поддержку деятельности Оуэнс выразили Канье Уест и Дональд Трамп.
Оуэнс сотрудничала с сайтом InfoWars ультраправого конспиролога Алекса Джонса. Впоследствии она дистанцировалась от конспирологов, но отказывалась критиковать InfoWars и связанные с ней правые группы.
В октябре 2018 года основала общественное движение Blexit с целью побудить афроамериканцев покинуть ряды Демократической партии.
Оуэнс ведёт передачу Candace Owens Hour на YouTube-канале PragerU.

## Политические взгляды

### Идеология
Оуэнс утверждает, что до 2015 года не интересовалась политикой, но сперва её взгляды были либеральными. В 2017 году она стала позиционировать себя как консервативного сторонника Дональда Трампа. Самого Трампа она именует «спасителем» западной цивилизации. По её мнению, Трамп не ведёт политику, направленную против интересов афроамериканцев.
The Guardian причислила Оуэнс к «ультраконсерваторам», а New York Magazine и Columbia Journalism Review просто к «правым». Daily Beast назвала её взгляды «крайне правыми», а калифорнийский журнал Pacific Standard относит Оуэнс к «альтернативным правым».
В политических взглядах на Оуэнс оказали влияние Энн Коултер, Майло Яннопулос, Бен Карсон и Томас Соуэлл.
Оуэнс утверждает, что: «Левые ненавидят Америку, а Трамп её любит». По её словам, «левые уничтожают всё через культур-марксистскую идеологию». 

### Расовые отношения
Кэндис Оуэнс известна критикой афроамериканского общественного движения Black Lives Matter. По её мнению, эта организация является «группой плаксивых малышей», которая хочет привлечь к себе внимание.
Оуэнс является ярым критиком Демократической партии. Она утверждает, что афроамериканцы сейчас живут хуже, чем во времена законов Джима Кроу, по той причине, что на выборах ещё с 1950-х голосуют только за Демократическую партию. Оуэнс также добавляет, что афроамериканцам промывают мозги, чтобы они голосовали за демократов. В 2019 году на слушаниях по преступлениям на почве ненависти Кэндис назвала Ку-клукс-клан «демократической террористической организацией», намекая на то, что Ку-клукс-клан создан членами Демократической партии.
По мнению Оуэнс, насилие американской полиции против чернокожих не связано с расизмом.

### Права женщин
Оуэнс выступает против абортов. По её словам, аборт является инструментом «истребления черных детей».
Оуэнс критикует современный феминизм. Она осудила международное движение против сексуальных домогательств Me Too и обвинила сторонников этого движения в том, что они выставляют женщин «глупыми и слабыми».

### Отрицание науки
Кэндис Оуэнс отрицает научный консенсус в целом ряде дисциплин и описывает науку в принципе как «языческую веру». Людей, признающих факт существования в прошлом динозавров или высадки человека на Луне, она называет «сатанистами». Причём она не просто отвергает теорию эволюции (заявляя, что «современные сатанисты» убедили людей, что мы произошли от обезьян), но и вообще считает динозавров (которых называла «фейковыми и гейскими») выдумкой и частью заговора учёных, подделывающих окаменелости. Оуэнс искала у НАСА «сатанинские истоки», ссылаясь на оккультные связи эксцентричного инженера-телемита Джека Парсонса (сооснователя Лаборатории реактивного движения, умершего до учреждения НАСА) и беспочвенно приписывая их режиссёру Стэнли Кубрику, которого обвиняет в инсценировке высадки на Луну. Оуэнс высказывает живой интерес и к другим псевдонаучным теориям заговора, таким как плоскоземельство. Она заявляла: «Я не сторонник теории о плоской Земле. Я не сторонник теории о шарообразной Земле. На деле же, я человек, покинувший культ науки». 

### Изменение климата
Кэндис Оуэнс отрицает глобальное потепление и считает, что вся шумиха на этот счёт придумана, чтобы «извлечь доллары у американцев».

### Права ЛГБТ
Оуэнс поддерживает однополые браки.

### Права на оружие
Оуэнс является сторонником права граждан на хранение и ношение оружия и состоит в Национальной стрелковой ассоциации. По её словам, НСА была создана для того, чтобы обучать афроамериканцев владеть огнестрельным оружием.

### Мусульманская иммиграция
В 2018 году Оуэнс заявила, что «Европа падет и к 2050 году станет континентом с мусульманским большинством», заодно добавив, что «никогда не было страны с мусульманским большинством, где законы шариата не были бы реализованы». Она предположила, что в будущем американцам придется спасать англичан от «мусульманской угрозы».

### Евреи и антисемитизм
В марте 2024 года она была вынуждена уйти из Daily Wire после обвинений в антисемитизме и напряжённости с Беном Шапиро и прочими коллегами. Среди прочего, ей вменяют воспроизводтсво антисемитские тропы о еврейском заговоре, видя за негативными явлениями в мире руку некой закулисы, восходящей к «хазарам», адептам лжемессий Шабтая Цви и Якова Франка, а также занимающемуся педофилией и инцестом «франкистскому культу, маскирующемуся под евреев». Последний свящан с делом Лео Франка, которому вменили ритуальное убийство (кровавый навет) и линчевали. Оуэнс даже предположила, что ответственность за убийство президента Джона Кеннеди несёт произраильская лоббистская группа AIPAC. 
В интервью брату Эндрю Тейта Тристану заявляла, что Иосиф Сталин был евреем, а сталинисты и Зигмунд Фрейд (который, по её мнению, изучал каббалу и пропагандировал педофилию посредством психоанализа) принадлежали к еврейской заговорщической группе. Она сторонница хазарской теории происхождения ашкеназов и в июле 2024 года заявила, что те не имеют никакого отношения к «библейским евреям». По её словам, потомки хазар были «настолько безнравственны и развращены», что в VIII веке «персы и русские принудили их принять иудаизм».  Оуэнс намекнула, что война на Украине связана с желанием хазар отомстить России и Ирану. Далее она возложила на них ответственность даже за случаи сексуального насилия в Католической церкви. В сентябре 2024 года Оуэнс была временно заблокирована на YouTube за нарушение политики в отношении разжигания ненависти — в том числе за интервью с Канье Уэстом, в котором тот настаивал, что евреи «контролируют СМИ». 

### Поддержка войны России против Украины
После начала полномасштабного вторжения России на Украину в 2022 году Оуэнс одобрительно распространяла цитату из президента РФ Владимира Путина с утверждением о том, что «Украина создана СССР». Её взгляды получили поддержку со стороны российского посольства в Вашингтоне, особенно после её твита «Жизни русских важны».  В марте 2022 года Оуэнс опубликовала видеообращение, в котором утверждала, будто никакой Украины «не существовала до 1989 года». 
В декабре 2022 года Оуэнс столкнулась с фактчекингом и негативной реакцией в социальных сетях после распространения фейковых новостей о супруге президента Украины Елене Зеленской. В интервью 2023 года Оуэнс подтвержала: «Я человек, с самого начала говоривший: "К чёрту Украину", и я придерживаюсь этого мнения». В 2024 году она высказалась против Украины в войне с Россией: «Никакое промывание мозгов СМИ не заставит меня надеяться на победу Зеленского над православной Россией. В духовном плане я просто знаю, что это неправильно. Нельзя поддерживать гомосексуального актера, который запирает церкви и садит епископов». 

## Скандалы

### Национальная ассоциация содействия прогрессу цветного населения
В 2018 году Скотт Эсдейл, руководитель отделения Национальная ассоциации содействию прогресса цветного населения по штату Коннектикут, помогавший в 2007 году семье Оуэнсов во время судебного процесса о расовом оскорблении, заявил, что «шокирован» и «разочарован» тем, что Кэндис примкнула к консерваторам. В ответ Оуэнс в интервью назвала Национальную ассоциацию «худшей группой чёрных людей» и сказала, что эту организацию интересует лишь пиар.

### Высказывания о посылке бомб почтой в октябре 2018 года
В октябре 2018 года, когда критикам Дональда Трампа по почте были отправлены посылки с бомбами, Кэндис стала утверждать, что это провокация, устроенная левыми радикалами. Однако, когда стало известно, что арестованный подозреваемый является сторонником Трампа, она без объяснений удалила свои твиты.

### Высказывания о Гитлере
В декабре 2018 года, выступая на мероприятии Turning Point USA, на вопрос о различии между глобализмом и национализмом, Оуэнс заявила:

У меня вообще нет никаких проблем со словом «национализм». Я думаю, что это определение отравлено элитами, которые на самом деле хотят глобализма. Глобализм — это то, чего я не хочу. … Когда мы говорим «национализм», первое, о чём думают люди, по крайней мере в Америке, это Гитлер. Вы знаете, он был национал-социалистом, но если Гитлер просто хотел сделать Германию великой и добиться успеха, хорошо, хорошо. Проблема в том, что он хотел — у него были мечты за пределами Германии. Он хотел глобализироваться. Он хотел, чтобы все были по-немецки, все говорили по-немецки. Все смотрят по-другому. Для меня это не национализм.
Оуэнс столкнулась с серьёзной критикой своих слов. В Твиттере она разъяснила, что считает Гитлера «психопатическим маньяком» и «нет никакого оправдания или защиты для всего, что он сделал». Она же всего лишь хотела объяснить, что «Гитлер не был националистом». Впоследствии она неоднократно преуменьшала масштабы Холокоста и релятивизировала его, предлагая вместо него обсуждать «80 миллионов русских христианских жертв большевиков».

### Упоминание в «Манифесте» Брентона Тарранта
Ультраправый радикал Брентон Таррант, устроивший массовое убийство мусульман в новозеландском городе Крайстчерч, в своем «Манифесте» причислил Кэндис Оуэнс к числу деятелей, которые оказали влияние на его взгляды. Оуэнс пришлось делать специальное заявление, где она отмежевалась от связи с убийцей.